# Rebellen in Lederjacken
Rebellen in Lederjacken (Originaltitel: Devil’s Angels) ist ein US-amerikanischer Rockerfilm aus dem Jahr 1967 von Daniel Haller.

## Handlung
Gage, Mitglied der Motorradgang Skulls, begeht aus Versehen einen Unfall mit Todesfolge. Aus Angst vor dem zufällig anwesenden Polizisten flüchtet er vom Unfallort. Im Clubheim zerlegen die Rocker das Motorrad, um alle Unfallspuren zu beseitigen. Dabei kommt Cody, Präsident der Gang, ins Grübeln. Zusammen mit den Mitgliedern sinnieren sie über die vergangene Zeit. Durch Schikanen und Kontrollen der Polizei ist die noch vor fünf Jahren 200 Mann starke Gruppe auf 26 geschrumpft. Joel erzählt der Gang von der Stadt Hole in the Wall, die einst von Butch Cassidy gegründet wurde. Cody beschließt Presidio zu verlassen und mit der Gang dort neu anzufangen.
Die Gang befreit das Mitglied Funky aus dem Knast und macht sich mit ihren Motorrädern auf den Weg. Unterwegs halten sie an einer Tankstelle. Obwohl Cody das Benzin für die Motorräder bezahlt, plündern die Rocker den benachbarten Lebensmittelladen. Kurz vor der Abfahrt wird eins der Motorräder durch einen unachtsamen Wohnmobilfahrer umgeschmissen. Die Gang verfolgt den Wagen und demoliert das Fahrzeug aus Rache.
Schließlich gelangt die Gruppe in die Kleinstadt Brookeville, wo gerade ein Stadtfest stattfindet. Die Rocker sorgen durch ihr ungehobeltes Auftreten für Unwohlsein bei den Bürgern. Der Bürgermeister fordert ein härteres Durchgreifen des Sheriffs. Da die Rocker sich aber keines Verbrechens schuldig gemacht haben, teilt Sheriff Henderson der Gruppe jedoch lediglich einen Schlafplatz am Fluss zu.
Die junge Dorfschönheit Marianne ist fasziniert von den harten Kerlen und lässt sich von einem Rocker zu einer Motorradfahrt und anschließend zu der Party am Fluss einladen. Nach Alkohol und Drogen kommt es hier fast zu einer Vergewaltigung. Das Mädchen kann jedoch rechtzeitig in die Stadt fliehen. Als Henderson das verwundete und weinende Mädchen erblickt, fährt er sofort, ohne eine Erklärung abzuwarten, zu den Rockern. Er verhaftet Cody und begleitet die Rocker zur Stadtgrenze. Auch der Bürgermeister hat keinen Zweifel an der Vergewaltigung und hetzt die Bürger gegen die Rocker und den viel zu weich agierenden Sheriff auf.
Nachdem Marianne am nächsten Tag klargestellt hat, nicht vergewaltigt worden zu sein, lässt Henderson Cody frei. Als Cody auf seine Gang trifft, erfährt er durch Billy, dass diese bereits den befreundete Motorradclub Stompers alarmiert haben, um sich an den Stadtbewohnern zu rächen.
Nachdem die Stompers mit 200 Mann angerückt sind, kappen die Rocker die Telefonleitungen der Stadt, fallen in Brookeville ein und treiben die Bürger in die Stadthalle. Cody kann ein Verprügeln des Sheriffs durch Billy gerade noch verhindern. Während die Stompers die Stadtgrenze sichern, kommt es zu einer privaten Verhandlung zwischen den Skulls und den Bürgern. Cody und Joel befragen Marianne öffentlich, ob sie vergewaltigt worden ist oder ob sie dieses jemals behauptet hat. Nachdem Marianne dieses bestreitet, wird der Bürgermeister befragt, der schließlich zugibt, dieses Gerücht verbreitet zu haben. Bei den Rockern kommt es zur Revolte, die Mitglieder möchten die Vergewaltigung nun nachholen und fallen über Marianne her. Als die Stompers das bemerken, beginnen sie ebenfalls zu randalieren und die Stadt zu plündern.
Cody, überdrüssig der Gewalt, verlässt die Gruppe, nachdem er von Joel erfahren hat, dass Hole in the Wall nicht existiert, und fährt alleine davon. Auf dem Highway sieht er die sich der Stadt nähernden Polizeiwagen.

## Rezeption
Das Lexikon des internationalen Films bezeichnete den Film als „..inhaltlich und formal gleichermaßen dürftig“.
Bei Rotten Tomatoes gaben nur 27 % der Zuschauer dem Film eine positive Bewertung.